# Mặt đá nhân tạo

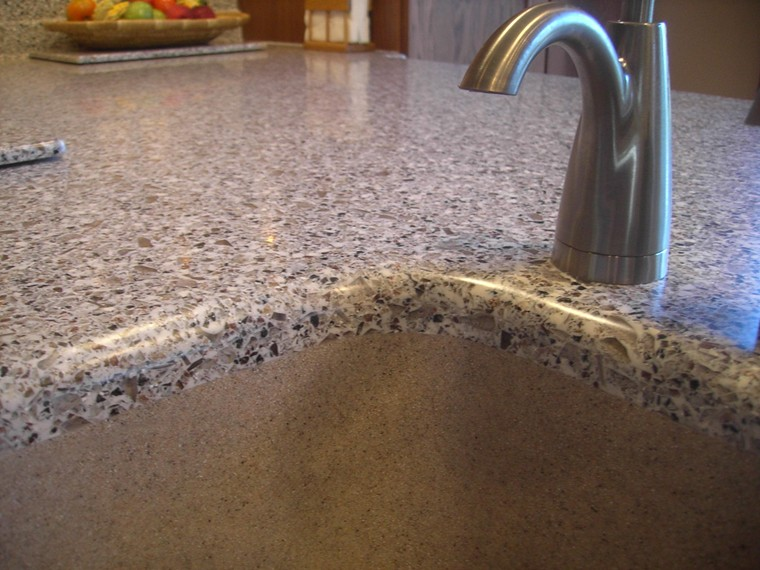
Solid Surface Top Seamless Integral Kitchen Sink

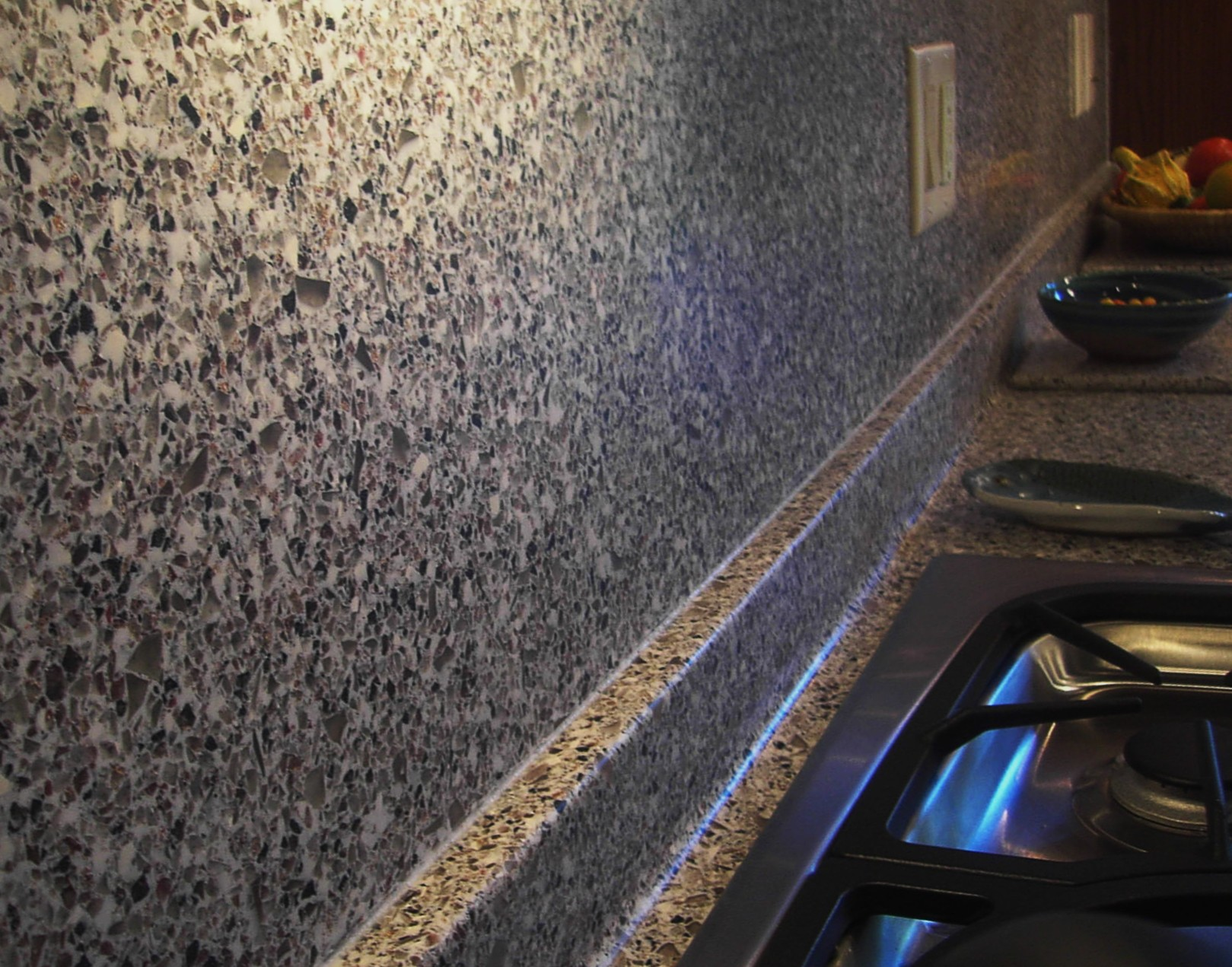
Integral Cove Slash with Wall Panel

Mặt đá nhân tạo là sản phẩm kết hợp từ bột đá, bột nhôm, nhựa (acrylic, epoxy, hoặc nhựa poly) và màu. Solid surface được dùng làm bề mặt các vật dụng cần sự liền mạch nguyên khối.
Solid surface được giới thiệu lần đầu vào năm 1967 bởi DuPont với tên Corian. Sau thời gian giới hạn bởi luật bản quyền, những nhà sản xuất khác lần lượt ra đời với nhiều tên gọi khác nhau: Aristech Avonite, LG HI-MACS, Meganite, Samsung Staron, Swan Swanstone, Wilsonart Solid Surface,…

## Tính chất
Mặt đá nhân tạo có thể được sản xuất hàng loạt với cấu trúc bề mặt tương tự như đá granites, đá hoa hoặc đá tự nhiên tùy thuộc vào sự pha chế, điều chỉnh của người sản xuất. Về cơ bản bề mặt rắn thường được xuất xưởng dưới dạng tấm để cắt thành mặt bàn ngoài ra còn có thể được tạo thành dưới nhiều hình dạng khác nhau. Màu sắc đa dạng và dễ thiết kế là ưu điểm chính của sản phẩm này so với đá tự nhiên
Ưu điểm nổi trội của mặt đá nhân tạo là bề ngoài tương tự như đá tự nhiên. Vật liệu composite với bề mặt gelcoat có khả năng kháng khuẩn, chống thấm, không phai màu và nhiều nhược điểm khác của đá tự nhiên. Chậu rửa bằng solid surface có thể gắn kết hoàn toàn với mặt bàn, hạn chế tích tụ nước trong quá trình sử dụng, ngoài ra còn có thể thêm phần ốp tường chống bắn nước.
Mặt đá nhân tạo có thể được sửa chữa nhanh chóng và toàn diện trong trường hợp nứt gãy hay bị vỡ. ngoài ra mặt đá nhân tạo còn rất dễ dàng để bảo trì bảo dưỡng sau thời gian dài sử dụng để tái tạo bề mặt sản phẩm.
Mặt đá nhân tạo có hàng trăm màu và hình dạng tinh thể để lựa chọn từ đá hoa, đá granite đến các màu tinh thể lấp lánh.

## Ứng dụng
·        Bếp/ nhà tắm: bề mặt nhà bếp, chậu rửa, bàn trang điểm, bồn tắm,…
·        Bệnh viện/ nhà ăn: Quầy bar, bàn ăn, bàn thu ngân
·        Sân bay: quầy checking
·        …